# Maksym Osypov
Maksym Osypov (ukrajinsky: Максим Осипов, * 1989 Charkov) je ukrajinský reprezentant ve sportovním lezení. Vicemistr Evropy, juniorský mistr a vicemistr světa v lezení na rychlost.

## Výkony a ocenění
- tři nominace na prestižní závody Rock Master v italském Arcu

### Závodní výsledky
- 2008: RM 5. místo
- 2009: RM 5. místo
- 2010: RM 10. místo

- 2009: MS 12. místo standardní 15m trať
- 2009: MS 30. místo nestandardní trať
- 2011: MS 29. místo

- 2008: ME 2. místo
- 2010: ME 10. místo

- 2005: SP
- 2006: SP
- 2007: SP
- 2008: SP
- 2009: SP
- 2010: SP
- 2011: SP

- 2005: MSJ 4. kat. A
- 2006: MSJ 1. kat. A
- 2007: MSJ 1. junioři
- 2008: MSJ 2. junioři